# Putte, Antwerp
Putte là một đô thị ở tỉnh Antwerp. Đô thị này gồm các thị trấn Putte, Beerzel, Grasheide và Peulis. Tại thời điểm ngày 1 tháng 1 năm 2006, Putte có dân số 15.690 người. Tổng diện tích là 34.96 km² với mật độ dân số là 449 người trên mỗi km².